# Multikulturalismus
Multikulturalismus (zumeist abwertend auch Multi-Kulti oder Multikulti) ist der Oberbegriff für eine Reihe sozialphilosophischer Theorieansätze mit Handlungsimplikationen für die Gesellschaftspolitik eines Staates.

## Definition
Rein deskriptiv beschreibt Multikulturalismus das Vorhandensein mehrerer (lateinisch multus) Kulturen in einem Raum. Häufig hat Multikulturalismus auch eine normative Verwendungsweise, nach der das Zusammenleben Angehöriger verschiedener Kulturen ohne Assimilation stattfinden soll. Nach dieser Auffassung des Begriffs tritt der Multikulturalismus als politisches Konzept für den Schutz und die Anerkennung kultureller Unterschiede ein: „Multikulturalismus ist die Idee, dass Menschen ‚nicht trotz ihrer Unterschiede gleich, sondern wegen dieser Unterschiede verschieden‘ zu behandeln seien“.
Im liberalen Multikulturalismus erfolgt die kulturelle Differenzierung nur im privaten Bereich, während man sich bemüht, den öffentlichen Raum neutral zu gestalten und statt der Unterschiede die bestehenden Gemeinsamkeiten (z. B. hinsichtlich wirtschaftlicher Interessen oder Politik) hervorzuheben.
Die Theorien des Multikulturalismus stehen dem Gedanken einer dominanten Nationalkultur ebenso entgegen wie dem in den USA weit verbreiteten Gedanken des Melting Pot, der von einer Angleichung der verschiedenen Kulturen und der daraus resultierenden Herausbildung einer gemeinsamen, nationalen Kultur ausgeht.
Als Beispiele für multikulturelle Gesellschaften können das Achämenidenreich und die Habsburgermonarchie dienen.

## Das Ziel der multikulturellen Gesellschaft

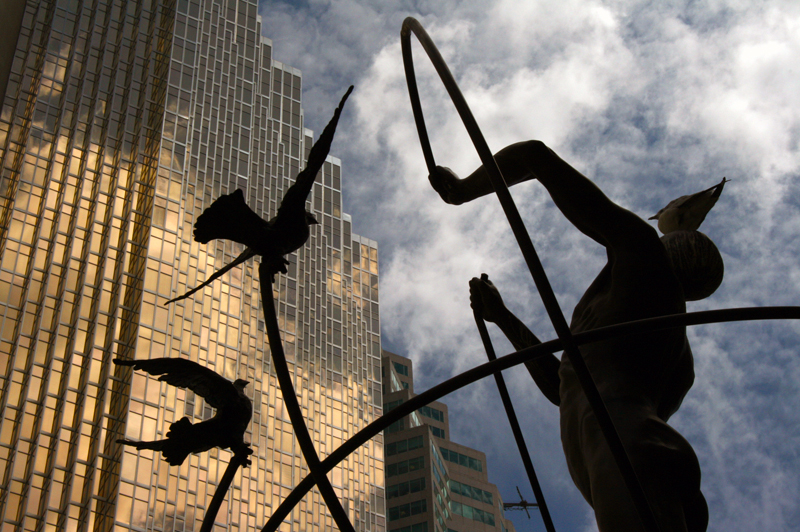
Monument to Multiculturalism von Francesco Perilli, enthüllt 1985 in Toronto

Ziel des Multikulturalismus ist die multikulturelle Gesellschaft, in der es keinen staatlichen oder auch nichtstaatlichen Anreiz oder Zwang zur Assimilation geben soll. Die kulturellen Gruppen sollen hingegen nebeneinander existieren. Dabei beruht dieses Modell auf dem Postulat, dass die Angehörigen der jeweiligen Gruppen sich gegenseitig Verständnis, Respekt, Toleranz entgegenbringen und einander als gleichberechtigt ansehen können. Kanada wird des Öfteren als positives Beispiel für die Umsetzung des Multikulturalismus angeführt.

## Zielgruppen
Meist werden Ethnien, wie etwa die französischsprachige Bevölkerung Kanadas, oder Religionsgruppen als Zielgruppen multikultureller Politik gesehen, selten auch andere Gruppen wie zum Beispiel Geschlechter oder Gruppen, die durch die sexuelle Orientierung ihrer Mitglieder abgegrenzt sind. Allgemein geht es jedoch schlicht um kulturell unterschiedliche Gruppen jeder Art.

## Gegenpositionen
Kritik am Multikulturalismus wird von unterschiedlichen Kreisen ausgeübt, darunter auch von Anhängern des Konzepts der Transkulturalität. Im Rahmen des kritischen Multikulturalismus wird die Grundannahme des Multikulturalismus, dass die ethnische Zugehörigkeit für die Gesellschaftmitglieder die wichtigste Identifikationskategorie darstellen würde, angesichts der vielfachen Zugehörigkeiten zu verschiedenen nicht nur ethnisch markierten Gruppen (Multikollektivität) infrage gestellt.
Einer der ersten, die sich kritisch mit der Idee des Multikulturalismus auseinandersetzte, war der links-liberale US-Historiker und enge Freund der Familie Kennedy Arthur M. Schlesinger. In seinem Buch „The Disuniting of America – Reflections on a Multicultural Society“ (1991) konstatiert er mit Blick u. a. auf den sich damals anbahnenden Jugoslawienkrieg und auf die Sezessionsbewegungen in Spanien (Katalonien), Großbritannien (Schottland), Belgien (Flandern) und anderen Ländern die „inhärente Fragilität der multiethnischen Gesellschaft“. Die Grundfrage des zu Ende gehenden 20. und des 21. Jahrhunderts sei: „Was passiert, wenn Menschen unterschiedlicher ethnischer Herkunft, die verschiedene Sprachen sprechen und verschiedene Religionen praktizieren, in derselben geographischen Region und unter derselben politischen Autorität miteinander zusammenleben? Wenn kein gemeinsames Ziel sie verbindet, werden ethnische Feindseligkeiten sie auseinandertreiben. Ethnische und rassische Konflikte werden, so viel scheint sicher, von nun an den Konflikt der Ideologien als das explosive Problem unserer Zeit bestimmen“. Ähnlich hatte auch Daniel Cohn-Bendit als Gründer und erster Leiter des Frankfurter „Amtes für Multikulturelle Angelegenheiten“ auf die erheblichen Konfliktpotenziale der multikulturellen Gesellschaft hingewiesen, wenn diesen nicht vorbeugend begegnet wird: „Die multikulturelle Gesellschaft ist hart, schnell, grausam und wenig solidarisch, sie ist von beträchtlichen sozialen Ungleichgewichten geprägt (…)“ Dies wurde von konservativer Seite schon bald – etwa vom damaligen bayerischen Ministerpräsidenten Edmund Stoiber in seiner Regierungserklärung am 8. Dezember 1994 – aufgegriffen. Viele Gegner des Multikulturalismus sehen diesen als gescheitert an.
Auch der ehemalige britische Premierminister David Cameron vertritt diese Position. In seiner Rede auf der Münchner Sicherheitskonferenz am 5. Februar 2011 stellte er Segregation und Separatismus als Schlüsselthemen hinter der Bedrohung des islamistischen Extremismus dar und setzte sich für eine „gemeinsame nationale Identität“ ein, um „die Doktrin des staatlichen Multikulturalismus“ zu ersetzen. Als Konsequenz forderte er einen „aktiven und starken Liberalismus“ und kündigte die Einstellung der staatlichen Förderung islamistischer, terrorismusfördernder Organisationen an.
Der Berliner Politologe und Islamwissenschaftler Ralph Ghadban erklärt die Ideologie des Multikulturalismus für unvereinbar mit den Grundprinzipien einer freiheitlichen und menschenrechtlich orientierten Gesellschaft: „Die Ideologie des Multikulturalismus stammt von dem Philosophen Charles Taylor. Seine These: Der liberale Individualismus führt dazu, dass der Mensch der Befriedigung seiner Bedürfnisse nachgeht und durch die Konsumwelt entfremdet und amoralisch wird. Das könne man korrigieren, indem man auf alte Strukturen zurückgreift, nämlich die Gemeinschaft, die eine authentische Identität und eine gute Sittlichkeit liefere. Das geht einher mit Einschränkungen der individuellen Freiheit, aber führt zur Aufhebung der Entfremdung. Taylor benutzt eine marxistische Terminologie, die er jedoch total umformt. Ich bin der Auffassung, Multikulti ist keine linke, sondern eine reaktionäre Ideologie, gerichtet gegen den liberalen Individualismus“. Er betont die Bedeutung der Menschenrechte als eine der Verfassung zugrunde liegende Basis für die Demokratie; dem Multikulturalismus hingegen fehle eine gemeinsame Basis.
Nach vergleichbaren Positionierungen durch Bundeskanzlerin Angela Merkel, den ehemaligen französischen Staatspräsidenten Nicolas Sarkozy und die ehemaligen Premierminister von Australien und Spanien, John Howard und José María Aznar, die am Multikulturalismus kritisieren, dass er Erfolgen bei der Integration von Einwanderern im Wege stünde, schaltete sich am 11. Februar 2011 auch der Vatikan in die Debatte ein: Als Präsident des Päpstlichen Kulturrats erklärte Kurienkardinal Gianfranco Ravasi das Modell des Multikulturalismus ebenfalls für gescheitert, sprach sich stattdessen für Interkulturalität aus und kündigte ein offizielles Vatikandokument hierzu an.
Am Konzept des Multikulturalismus hat der Rostocker Althistoriker Egon Flaig in einem Gespräch mit dem Blog der Wochenzeitung Die Zeit schon vor einigen Jahren Kritik geübt: „Der Multikulturalismus wird nur von der so genannten Linken in den liberalen Gesellschaften vertreten. Außerhalb dieser Gesellschaften gibt es keinen Multikulturalismus und hat es nie einen gegeben“. Dort, wo der Multikulturalismus die „Gleichheit“ und das „Eigenrecht“ aller Kulturen erklärt und keinen kulturübergreifenden Werte-Konsens anerkennt – etwa den Maßstab der universellen Menschenrechte –, sieht Flaig den „linken“ Multikulturalismus überdies in der Nähe „rechter“ ethnopolitischer Vorstellungen von der „Apartheid“ unantastbarer kultureller Entitäten mit ihren jeweiligen Werte- und Moralkategorien: „Wenn jede Kultur das absolute Recht hätte, zu bestimmen, was ein Verbrechen ist und was nicht, ohne Rücksicht auf universale Werte, dann wäre Auschwitz kein Verbrechen mehr“. Ähnlich argumentiert auch der deutsch-syrische Politologe Bassam Tibi in Bezug auf die muslimische Einwanderung nach Europa: „Beispielsweise neigen Kulturrelativisten dazu, die fundamentalistische Forderung nach einer Geltung der Scharia für die in Europa lebenden Muslime im Sinne von multikultureller Toleranz als ‚Präsentation‘ einer anderen Kultur zuzulassen“. Der „innere Frieden in Gesellschaften, in die Migrationsschübe erfolgen“, hänge jedoch „von der Bejahung einer Ordnung ab, die auf einer Werte-Verbindlichkeit basiert“.
Auf eine besondere Widersprüchlichkeit wies der grüne Landtagsabgeordnete Toni Schuberl hin, wonach der Bayerische Landtag gleichzeitig mit der Definition einer aus seiner Sicht "chauvinistischen" Leitkultur in der Präambel des Bayerischen Integrationsgesetzes auch "eine Definition von Multikulturalismus" im selben Gesetz verankert hatte. In Art. 3 Abs. 1 Satz 1 BayIntG heißt es: "Gelingende Integration bedarf der gegenseitigen Rücksichtnahme und Toleranz sowie des Respekts vor der Einzigartigkeit der Lebensgeschichte und den Prägungen des jeweils anderen."

## Begriff „Multikulti“
Das politische Schlagwort Multikulti wird in Debatten teilweise auch verwendet, um eine angenommene oder tatsächliche multikulturalistische Ideologie des Gegenübers abwertend zu kommentieren.